# メメント・モリ

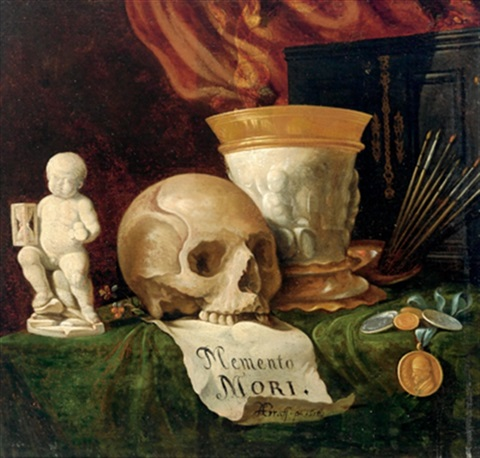
『ヴァニタス』ヨハン・アンドレアス・グラフ、17世紀

メメント・モリ（羅: memento mori）は、ラテン語の成句で「死を想え」「死を忘るるなかれ」、つまり「自分がいつか必ず死ぬことを忘れるな」といった意味の警句。芸術作品のモチーフとして広く使われる。

## 歴史

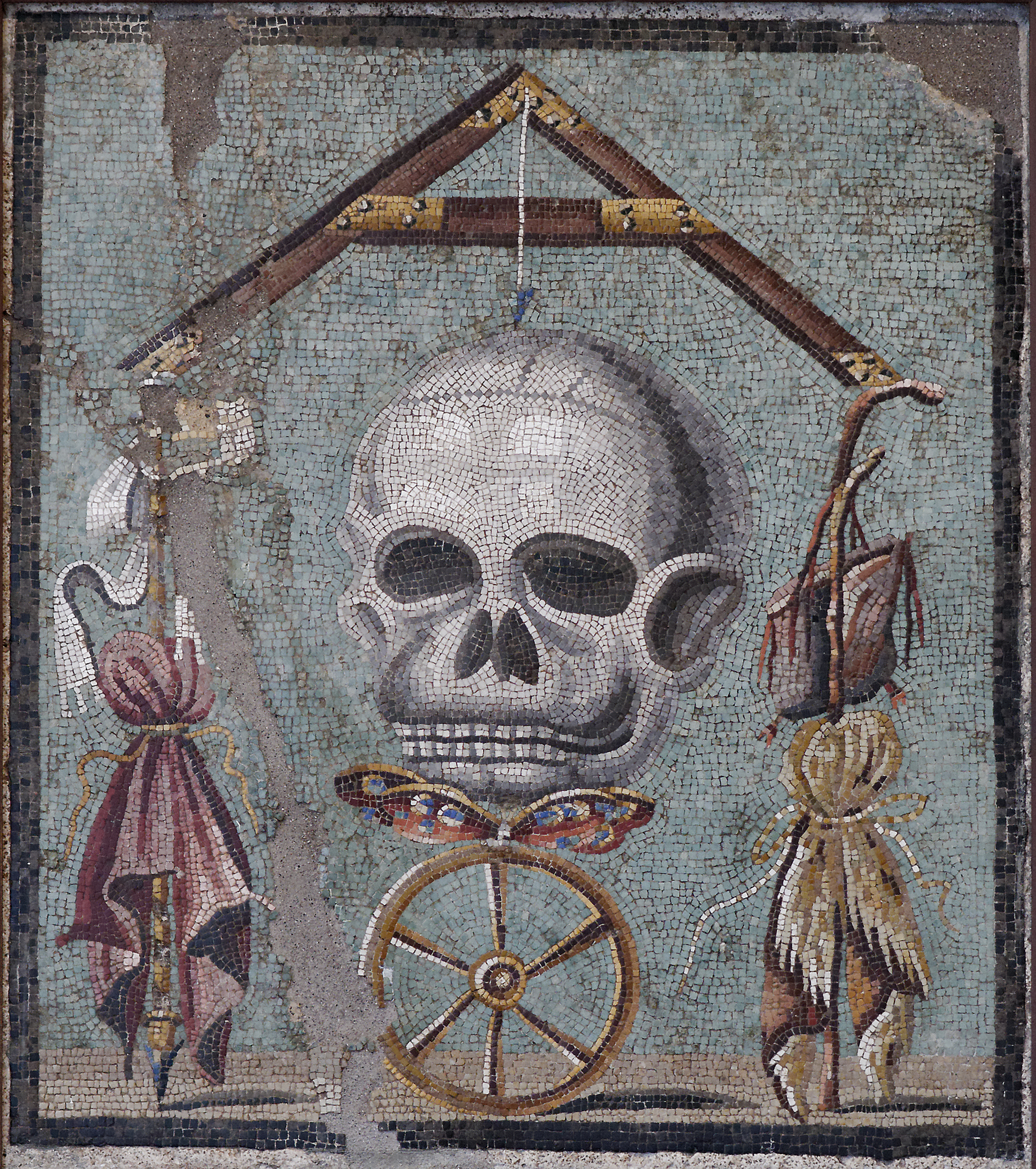
『メメント・モリ』古代ローマのモザイク画、ポンペイ出土

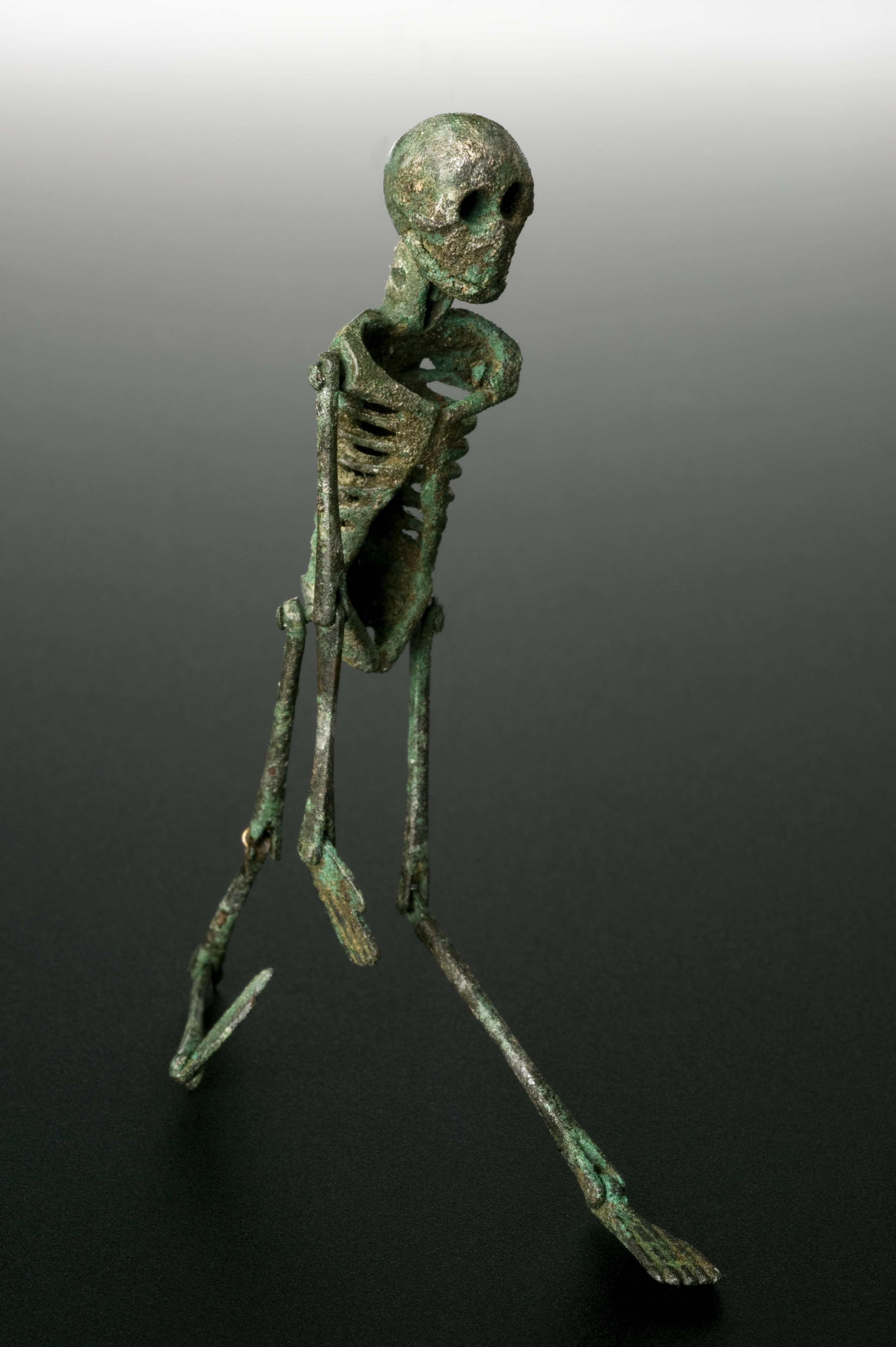
古代ローマの骸骨人形

「メメント・モリ」という成句の初出は、『オックスフォード英語辞典』（OED）によれば、シェイクスピア『ヘンリー四世 第1部』第3幕第3場である。ただし、「メメント・モリ」にあたる思想は古代からある。
古代ローマでは、将軍が凱旋式のパレードで歓声を浴びている際、将軍の後ろに立つ奴隷が「あなたは（不死身の神ではなく）いつか死ぬ人間であることを忘れるな」と忠告する慣習があった。あるいは、詩人ホラティウスが「今を生きろ」（カルペ・ディエム）、「今は飲むべきだ、今は気ままに大地を踏み鳴らすべきだ」として、限りある人生の謳歌をうたった。古代ローマの宴会では、同様の謳歌を出席者がうたう文化があり、その際はテーブルの上に骸骨の人形（larva convivialis）が置かれた。この骸骨人形はポンペイなどから出土している。またポンペイの出土品には、同様の謳歌を描いたと推定される骸骨のモザイク画もあり、『メメント・モリ』の題で呼ばれている。以上の他、マルクス・アウレリウス『自省録』などストア派の書物や、プラトン『パイドン』、聖書の『詩篇』などにも「メメント・モリ」にあたる思想が説かれている。
中世ヨーロッパでは、ペストや戦火により死が社会全体にあふれ、後述の「死の舞踏」など、「メメント・モリ」にあたる思想が流行した。
京都学派の哲学者として知られる田辺元は、最晩年に「死の哲学（死の弁証法）」と呼ばれる哲学を構想した。その哲学の概略を示すために発表された論文が「メメント モリ」と題されている。田辺はこの論文の中で現代を「死の時代」と規定した。近代人が生きることの快楽と喜びを無反省に追求し続けた結果、生を豊かにするはずの科学技術がかえって人間の生を脅かすという自己矛盾的事態を招来し、現代人をニヒリズムに追い込んだというのである。田辺はこの窮状を打破するために、メメント・モリの戒告（「死を忘れるな」）に立ち返るべきだと主張する。

## 関連作品

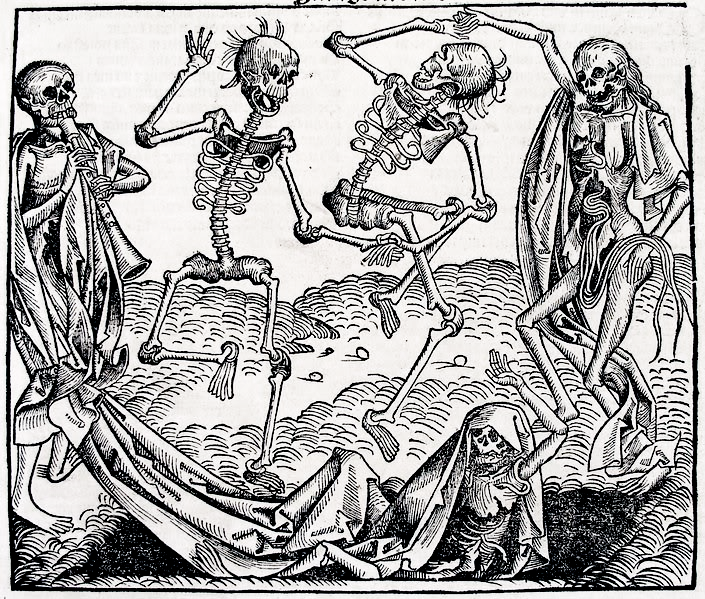
『死の舞踏』ミヒャエル・ヴォルゲムート、1493年、版画

墓石
腐敗した死体を表現した墓（トランジ）は、15世紀にヨーロッパの富裕階級の間で流行した。
「死の舞踏」は、「メメント・モリ」の最も知られているテーマで、死神が貧乏人と金持ちを等しく連れ去っており、これはヨーロッパの多くの教会に飾り付けられた。その後の植民地時代のアメリカでも、ピューリタンの墓には翼を持つ頭蓋骨、骸骨、蝋燭を消す天使が描かれている。
静物画
芸術では、「静物画」は以前「ヴァニタス」（羅: vanitas、「空虚」）と呼ばれていた。静物画を描く際には、なにかしら死を連想させるシンボルを描くべきだと考えられていたからである。明らかに死を意味する骸骨（頭蓋骨）や、より繊細な表現としては花びらが落ちつつある花などが、よくシンボルとして使用されていた。
写真
写真が発明されると、親族の死体を写真で記録することが流行した。
時計
時計は、「現世での時間がどんどん少なくなっていくことを示すもの」と考えられていた。公共の時計には、 ultima forsan（ことによると、最後〈の時間〉）や vulnerant omnes,ultima necat（みな傷つけられ、最後は殺される）という銘が打たれていた。現代では tempus fugit（時は飛ぶ）の銘が打たれることが多い。ドイツのアウクスブルクにある有名なからくり時計は、「死神が時を打つ」というものである。スコットランド女王メアリーは、銀の頭蓋骨の形で表面にホラティウスの詩の一文が飾られた、大きな懐中時計を持っていた。
文学
イギリスの作品では、トーマス・ブラウンの『Hydriotaphia, Urn Burial』とジェレミー・テイラーの『聖なる生、及び聖なる死』がある。また、トーマス・グレーの『Elegy in a Country Churchyard』やエドワード・ヤングの『Night Thoughts』も、このテーマを扱っている。